# Leonardo Pedersen
 Hans Leonardo Pedersen (* 2. Juli 1942 in Kopenhagen) ist ein dänischer Jazzmusiker (Saxophon, Klarinette, Flöte) und Bigband-Leader.
Pedersen, der 1956 mit dem Musizieren begann, gründete 1958 seine erste Jazzband, aus der später Leonardo Pedersens Jazzkapel hervorging, mit der er 1963 erstmals in Dänemark und Schweden, später auch in Deutschland, Norwegen und Großbritannien auf Tourneen ging. 1968 legte er mit der Jazzkapel erste Aufnahmen vor; 1968 folgte dann sein Debütalbum Danish Traditional Jazz. Musikalisch steht die Bigband in der Tradition der großen Swingbands von Count Basie, Quincy Jones und Louis Jordan. Ferner trat Pedersen mit Jazzmusikern wie Albert Nicholas, Al Grey, Sweets Edison, Richard Boone,  Johnny Griffin, Svend Asmussen und Eddie Lockjaw Davis auf. 1983 hatte die Band eine eigene Fernsehshow, in der auch Etta Cameron, Benny Bailey und Benny Waters auftraten.
Zwischen 1978 und 1988 spielte Pedersen in der Formation Barbarossa, 1986 bis 1989 bei Van Diego sowie im Original Danish Polcalypso Orchestra (auch Karlekammeret). Pedersen war auch an Aufnahmen der Hans Knudsen Jazzband sowie von Peter Abrahamsen und Henrik Barner beteiligt. 2013 feierte Leonardo Pedersens Jazzkapel im Kopenhagener Jazzhus Montmartre ihr fünfzigstes Bühnenjubiläum.

## Diskographische Hinweise
- Edison, Davis & Boone with Leonardo Pedersen's Jazzkapel (Storyville Records, 1977)